# Колдения
Колде́ния (лат. Coldenia) — монотипный род растений порядка Бурачникоцветные (Boraginales), в котором образует монотипное семейство Coldeniaceae. Включает единственный вид — Колдения простёртая (Coldenia procumbens).
Род назван в честь шотландско-американского естествоиспытателя Кадволладера Колдена.

## Описание
Однолетние травянистые растения. Стебли разветвлённые, стелющиеся, часто с придаточными корнями. Листья очередные, неравнобокие.
Цветки четырёхмерные, обоеполые, собраны в олиственные монохазии. Венчик белый или желтоватый. Тычинок 4. Гинецей из 2 плодолистиков; завязь цельная, яйцевидная; столбиков 2.
Плод — сухая костянка с 4 односемянными косточками.

## Таксономия
Синонимы рода
- Lobophyllum F.Muell. (1857)

Синонимы вида
- Coldenia angolensis Welw. (1859)
- Lobophyllum tetrandrum F.Muell. (1857)